# Yael Naïm
Yael Naïm (Parijs, 6 februari 1978), is een Frans-Israëlische zangeres-songwriter. Ze werd wereldwijd bekend met het nummer "New Soul".

## Biografie
Yael Naïm werd op 6 februari 1978 in Parijs geboren als dochter van Tunesische ouders. Op vierjarige leeftijd verhuisde het jonge meisje samen met haar gezin naar Ramat HaSharon, een Israëlisch dorpje dat niet zo ver van Tel Aviv gelegen is. Daar bracht Yael Naïm haar jeugd door en kreeg ze voor het eerst Amadeus te zien, een film over het leven van Wolfgang Amadeus Mozart. Zelf zegt ze dat deze film haar ertoe heeft aangezet om met pianospelen te beginnen en later ook met het schrijven van eigen symfonieën.
Gedurende tien jaar volgde ze pianolessen om deze hobby verder uit te bouwen; na die lessen én een opleiding aan een conservatorium was haar klassieke basis dan ook gelegd. Toch werd haar jeugd niet volledig door klassieke muziek bepaald. Ze kwam immers ook dagelijks in contact met het muziekgenre dat haar ouders verkozen. Via hen leerde ze onder andere Aretha Franklin kennen, op wiens stemgebruik ze zich inspireerde voor haar eigen platen.
Gedurende haar tienertijd begon ze haar eigen songs te componeren en had ze als doel ooit artieste te worden. Die droom bleef ze koesteren, ook gedurende de twee jaar die ze in het Israëlische leger diende. Ze was er soliste van 'The Israel Air Force Orchestra'.
Na haar legerdienst begon ze met haar eigen groep, The Anti Collision, waardoor ze terug in Parijs belandde. De groep werd er immers gevraagd op een benefietconcert te spelen. Dat optreden zette haar carrière pas echt in gang, ze werd er door enkele producers opgemerkt en reeds enkele dagen later kon ze haar contract tekenen bij EMI. In 2001 bracht ze haar eerste album In a Man's Womb uit. Hierdoor kwam de bal aan het rollen en werd ze gecast voor een rol in de musical The Ten Commandments en vervolgens zong ze ook de soundtrack voor de film Harrison's Flowers.
In 2004 ontmoette ze de percussionist David Donatien. De twee artiesten besloten hun krachten te bundelen met het gloednieuwe album Yael Naïm als resultaat van hun twee jaar durende samenwerking.
In januari 2008 besloot het computerbedrijf Apple Naims song New Soul te verwerken in zijn reclamespotje voor de MacBook Air laptop. Hierdoor kreeg ze wereldwijd succes en belandde New Soul al snel bij de best verkochte singles van 2008. Zo ook in België waar New Soul twee weken lang op nummer één in de Ultratop 50 stond.

## Discografie

### Albums
| Album met hitnotering(en) in de Vlaamse Ultratop 200 albums | Datum van verschijnen | Datum van binnenkomst | Hoogste positie | Aantal weken | Opmerkingen |
| ----------------------------------------------------------- | --------------------- | --------------------- | --------------- | ------------ | ----------- |
| Yael Naïm                                                   | 23-11-2007            | 08-03-2008            | 75              | 5            |             |

### Singles
| Single met eventuele hitnotering(en) in de Nederlandse Top 40 | Datum van verschijnen | Datum van binnenkomst | Hoogste positie | Aantal weken | Opmerkingen              |
| ------------------------------------------------------------- | --------------------- | --------------------- | --------------- | ------------ | ------------------------ |
| New Soul                                                      | 18-01-2008            | -                     |                 |              | #12 in de Single Top 100 |

| Single met hitnotering(en) in de Vlaamse Ultratop 50 | Datum van verschijnen | Datum van binnenkomst | Hoogste positie | Aantal weken | Opmerkingen        |
| ---------------------------------------------------- | --------------------- | --------------------- | --------------- | ------------ | ------------------ |
| New Soul                                             | 2008                  | 16-02-2008            | 7               | 19           |                    |
| Go to the River                                      | 06-09-2010            | 02-10-2010            | tip38           | -            | met David Donatien |
| Come Home                                            | 24-01-2011            | 19-03-2011            | tip29           |              |                    |